# Promotion d'atout
Au bridge, la promotion d’atout est une manœuvre à la carte, qui a pour but de hisser d’un cran, dans la hiérarchie des valeurs, un atout non maître, de façon à lui permettre de réaliser une levée.

## Le swing
Le swing est une technique de jeu, de la carte du camp de la défense, qui consiste à mettre l'adversaire fort à l'atout (généralement le déclarant), dans une position où il peut être surcoupé (ou pense pouvoir l'être), de manière à le forcer à couper gros, et ainsi promouvoir un des atouts insuffisamment gardés du partenaire (roi sec, dame seconde, etc.). Dans le cas du swing, c'est donc le défenseur en position de coupe, qui fera, en définitive, une levée à l'atout.

### Exemple Swing
Ici, c'est le déclarant qui est fort à l'atout :
| ♠ | 3 cartes     |
| ♥ | 3 cartes     |
| ♦ | A            |
| ♣ | A R D V 10 9 |

| ♠ |
| ♥ |
| ♦ |
| ♣ |

| ♠ | A R D et 3 autres cartes |
| ♥ |                          |
| ♦ | R D V et une autre carte |
| ♣ | 3 cartes                 |

| ♠ |
| ♥ |
| ♦ |
| ♣ |

| ♠ | 3 cartes     |
| ♥ | 3 cartes     |
| ♦ | A            |
| ♣ | A R D V 10 9 |

| ♠ |
| ♥ |
| ♦ |
| ♣ |

| ♠ | A R D et 3 autres cartes |
| ♥ |                          |
| ♦ | R D V et une autre carte |
| ♣ | 3 cartes                 |

| ♠ |
| ♥ |
| ♦ |
| ♣ |

| ♠ | 3 cartes     |
| ♥ | 3 cartes     |
| ♦ | A            |
| ♣ | A R D V 10 9 |

| ♠ |
| ♥ |
| ♦ |
| ♣ |

| ♠ | A R D et 3 autres cartes |
| ♥ |                          |
| ♦ | R D V et une autre carte |
| ♣ | 3 cartes                 |

| ♠ |
| ♥ |
| ♦ |
| ♣ |

| ♠ | 3 cartes     |
| ♥ | 3 cartes     |
| ♦ | A            |
| ♣ | A R D V 10 9 |

| ♠ |
| ♥ |
| ♦ |
| ♣ |

| ♠ | A R D et 3 autres cartes |
| ♥ |                          |
| ♦ | R D V et une autre carte |
| ♣ | 3 cartes                 |

| ♠ |
| ♥ |
| ♦ |
| ♣ |

Enchères :
| Nord | Est   | Sud   | Ouest |
| ---- | ----- | ----- | ----- |
|      | 1♠    | 3♥    | Passe |
| 4♥   | Passe | Passe | Passe |
| 1.   |       |       |       |

Sur l'entame du 7♠ en parité, Est prend de l'A♠ et continue du R♠ sur lequel le déclarant et Ouest suivent tous les deux.
À ce stade, seul Nord et Est possèdent donc encore du ♠
Comme la paire Nord-Sud est vulnérable, il est probable que la teneur à cœur du déclarant soit conséquente.
Il est donc probable qu'une fois en main, le déclarant chassera les atouts pour ensuite faire 6 levées à ♣ et gagner le contrat avec une surlevée.
Supposons que les ♥ soient répartis ainsi :
|                       | ♥ 3 cartes              |       |
| ♥V et 2 autres cartes |                         | Aucun |
|                       | ♥ARD et 4 autres cartes |       |

Avec une telle disposition des cœurs, en continuant ♠, Est force le déclarant à couper maitre et le V♥ de Ouest devient maintenant une levée naturelle à l'atout ce qui permet de limiter le déclarant à 4♥ juste fait.
Noter aussi que si on modifie légèrement la donne pour donner 3 petits ♠ à Ouest et seulement 5 piques à Est, la promotion d'atout peut encore marcher pour peu que le déclarant, qui ne connait pas les cartes exactes détenues par Est et Ouest, ait peur de se faire surcouper.

## L'Uppercut
Au bridge, l’uppercut est un jeu de promotion d’atouts où l’atout d’un des défenseurs se trouve valorisé par une coupe de son partenaire qui oblige l'adversaire fort à l'atout (généralement le déclarant) à le surcouper.
Dans le cas de l'uppercut, c'est donc le partenaire du défenseur en position de coupe qui fera en définitive une levée à l'atout.

### Exemple Uppercut 1
Exemple où c'est le mort qui est fort à l'atout :
| ♠ | V et 2 autres cartes |
| ♥ | A R D 5 3            |
| ♦ | 3 cartes             |
| ♣ | 2 cartes             |

| ♠ |
| ♥ |
| ♦ |
| ♣ |

| ♠ | 2 cartes               |
| ♥ | V 7 4                  |
| ♦ | A et une autre carte   |
| ♣ | A R et 4 autres cartes |

| ♠ |
| ♥ |
| ♦ |
| ♣ |

| ♠ | V et 2 autres cartes |
| ♥ | A R D 5 3            |
| ♦ | 3 cartes             |
| ♣ | 2 cartes             |

| ♠ |
| ♥ |
| ♦ |
| ♣ |

| ♠ | 2 cartes               |
| ♥ | V 7 4                  |
| ♦ | A et une autre carte   |
| ♣ | A R et 4 autres cartes |

| ♠ |
| ♥ |
| ♦ |
| ♣ |

| ♠ | V et 2 autres cartes |
| ♥ | A R D 5 3            |
| ♦ | 3 cartes             |
| ♣ | 2 cartes             |

| ♠ |
| ♥ |
| ♦ |
| ♣ |

| ♠ | 2 cartes               |
| ♥ | V 7 4                  |
| ♦ | A et une autre carte   |
| ♣ | A R et 4 autres cartes |

| ♠ |
| ♥ |
| ♦ |
| ♣ |

| ♠ | V et 2 autres cartes |
| ♥ | A R D 5 3            |
| ♦ | 3 cartes             |
| ♣ | 2 cartes             |

| ♠ |
| ♥ |
| ♦ |
| ♣ |

| ♠ | 2 cartes               |
| ♥ | V 7 4                  |
| ♦ | A et une autre carte   |
| ♣ | A R et 4 autres cartes |

| ♠ |
| ♥ |
| ♦ |
| ♣ |

Enchères :
| Nord     | Est   | Sud   | Ouest |
| -------- | ----- | ----- | ----- |
|          |       | 1SA   | Passe |
| 2♦       | 3♣    | 3♥    | Passe |
| 4♥       | Passe | Passe | Passe |
| 1. 2. 3. |       |       |       |

Sur cette donne, Est joue l'As♣ au premier pli et continue du R♣ sur lequel son partenaire met le 2♣.
Selon, les agréments de la paire, cela signifie que Ouest avait un nombre pair de trèfles au départ de la donne.
Est connait maintenant pratiquement toute de la donne : il sait que son partenaire n'a plus de trèfles et très peu de chances de faire une levée quelque part vu l'ouverture à 1 Sans-atout de Sud.
Le meilleur espoir de faire chuter le contrat consiste à tirer l'A♦ (pas de raison d'attendre) puis jouer un 3e tour de trèfles. Pour peu qu'Ouest coupe avec un ♥ supérieur au 5, le déclarant sera obligé d'appeler un des gros honneurs du mort et le V♥ d'Est est maintenant assuré de faire une levée.

### Exemple Uppercut 2[2]
Considérons la répartition suivante à ♥ avec Sud déclarant :
|          | ♥5            |     |
| ♥D 9 6 2 |               | 8 4 |
|          | ♥A R V 10 7 3 |     |

En situation 'normale', Ouest fera exactement une levée à ♥.
Cependant, si ♥ est l'atout et que Sud venait pour une raison ou une autre à couper du 10♥, Ouest serait maintenant en position de faire deux levées à l'atout à condition de ne pas surcouper le 10♥. En effet, avec D962 derrière ARV73, le V du déclarant se fera capturer par la dame de Ouest à moins d'une improbable mise en main forçant Ouest à jouer lui-même ♥.
Si la raison pour laquelle Sud coupe du 10♥ est que Ouest a joué une couleur où Est et Sud sont chicanes et que Est a eu la présence d'esprit de couper du 8♥, on parle alors d'uppercut : la coupe haute du défenseur Est a forcé la surcoupe du déclarant et promu en conséquence un atout chez Ouest.

## Le Knock-out (ou Knockout)
La promotion d'atout par knock-out est une promotion d'atout où un atout d’un des défenseurs se trouve valorisé par une coupe qu'il a lui-même effectué.

### Exemple de knockout 1
Considérons la répartition suivante à l'atout avec sud déclarant :
|      | ♥A 4 3 2                      |          |
| ♥R 5 |                               | 2 cartes |
|      | ♥D V 10 et deux autres cartes |          |

Si Sud peut jouer atout de sa main, il prendra le Roi en impasse et ne perdra aucune levée.
Mais si Est permet à Ouest de couper, celui-ci pourra faire une levée d'atout même s'il se fait surcouper; en effet, le petit 5♥ force l'as du mort et promeut le Roi♥.
On constate que la clef ici, est un manque d'intermédiaires dans la main qui suit celui qui coupe.

### Exemple de knockout 2
Considérons la répartition suivante à l'atout avec sud déclarant :
|           | ♥R V 3 2   |       |
| ♥D 10 6 5 |            | Aucun |
|           | ♥A 9 8 7 4 |       |

Si Sud à la main, il peut gagner toutes les levées cœur : il tire l'As, constate le mauvais partage et prend ensuite la Dame et le 10 de Ouest en impasse.
Mais si Est permet à Ouest de couper, celui-ci pourra faire une levée d'atout même s'il se fait surcouper; en effet, le 6♥ force le V♥ du mort et on a maintenant la situation suivante :
|         | ♥R 3 2     |       |
| ♥D 10 5 |            | Aucun |
|         | ♥A 9 8 7 4 |       |

Et le déclarant ne peut plus empêcher Ouest de réaliser une levée à l'atout à moins d'une improbable mise en main de celui-ci.

## Le Crochet
Bertrand Romanet a donné le nom de crochet à une promotion d'atout où un joueur du camp du déclarant est forcé de couper haut pour éviter d'être surcoupé par un défenseur mais promeut ce-faisant un atout de l'autre défenseur.
Considérons la répartition suivante à l'atout avec sud déclarant :
|      | ♥A 4 3 2    |      |
| ♥R 5 |             | ♥7 6 |
|      | ♥D V 10 9 8 |      |

Si Ouest joue une couleur annexe que Nord peut couper et Est surcouper, le déclarant sera obligé de choisir entre laisser Est couper petit et donc perdre immédiatement une levée ou couper gros du mort (ici de l'As) et promouvoir le Roi d'atout d'Ouest.
On note au passage que si c'est Est qui permet à Ouest de couper devant le mort, nous retrouvons le knock-out décrit plus haut.

## Le Coup en passant
Le coup en passant est une promotion d'atout effectuée par le camp du déclarant, elle permet au déclarant de promouvoir un atout situé derrière un atout maitre de la défense.

### Exemple de coup en passant 1
Considérez la disposition suivante en fin de donne :
| ♠ |          |
| ♥ |          |
| ♦ | 2 cartes |
| ♣ | 1 carte  |

| ♠ |                         |
| ♥ |                         |
| ♦ |                         |
| ♣ | V et deux autres cartes |

| ♠ |     |
| ♥ | V   |
| ♦ | A R |
| ♣ |     |

| ♠ |          |
| ♥ | 7        |
| ♦ | 2 cartes |
| ♣ |          |

| ♠ |          |
| ♥ |          |
| ♦ | 2 cartes |
| ♣ | 1 carte  |

| ♠ |                         |
| ♥ |                         |
| ♦ |                         |
| ♣ | V et deux autres cartes |

| ♠ |     |
| ♥ | V   |
| ♦ | A R |
| ♣ |     |

| ♠ |          |
| ♥ | 7        |
| ♦ | 2 cartes |
| ♣ |          |

| ♠ |          |
| ♥ |          |
| ♦ | 2 cartes |
| ♣ | 1 carte  |

| ♠ |                         |
| ♥ |                         |
| ♦ |                         |
| ♣ | V et deux autres cartes |

| ♠ |     |
| ♥ | V   |
| ♦ | A R |
| ♣ |     |

| ♠ |          |
| ♥ | 7        |
| ♦ | 2 cartes |
| ♣ |          |

| ♠ |          |
| ♥ |          |
| ♦ | 2 cartes |
| ♣ | 1 carte  |

| ♠ |                         |
| ♥ |                         |
| ♦ |                         |
| ♣ | V et deux autres cartes |

| ♠ |     |
| ♥ | V   |
| ♦ | A R |
| ♣ |     |

| ♠ |          |
| ♥ | 7        |
| ♦ | 2 cartes |
| ♣ |          |

Si la main est en Est ou en Sud, le déclarant ne fait plus aucune levée mais si la main est en Nord, le déclarant peut jouer ♣ et qu'Est coupe ou non, Sud fera de toute façon son 7♥.
La clef ici est qu'Est n'a rien à défausser.
Si on élargit le schéma précédent comme suit, le déclarant n'a aucun moyen de réaliser deux levées :
| ♠ | 1 carte  |
| ♥ |          |
| ♦ | 2 cartes |
| ♣ | 1 carte  |

| ♠ | 1 carte              |
| ♥ |                      |
| ♦ |                      |
| ♣ | V et 2 autres cartes |

| ♠ | 1 carte |
| ♥ | V       |
| ♦ | A R     |
| ♣ |         |

| ♠ | A        |
| ♥ | 7        |
| ♦ | 2 cartes |
| ♣ |          |

| ♠ | 1 carte  |
| ♥ |          |
| ♦ | 2 cartes |
| ♣ | 1 carte  |

| ♠ | 1 carte              |
| ♥ |                      |
| ♦ |                      |
| ♣ | V et 2 autres cartes |

| ♠ | 1 carte |
| ♥ | V       |
| ♦ | A R     |
| ♣ |         |

| ♠ | A        |
| ♥ | 7        |
| ♦ | 2 cartes |
| ♣ |          |

| ♠ | 1 carte  |
| ♥ |          |
| ♦ | 2 cartes |
| ♣ | 1 carte  |

| ♠ | 1 carte              |
| ♥ |                      |
| ♦ |                      |
| ♣ | V et 2 autres cartes |

| ♠ | 1 carte |
| ♥ | V       |
| ♦ | A R     |
| ♣ |         |

| ♠ | A        |
| ♥ | 7        |
| ♦ | 2 cartes |
| ♣ |          |

| ♠ | 1 carte  |
| ♥ |          |
| ♦ | 2 cartes |
| ♣ | 1 carte  |

| ♠ | 1 carte              |
| ♥ |                      |
| ♦ |                      |
| ♣ | V et 2 autres cartes |

| ♠ | 1 carte |
| ♥ | V       |
| ♦ | A R     |
| ♣ |         |

| ♠ | A        |
| ♥ | 7        |
| ♦ | 2 cartes |
| ♣ |          |

En effet :
- s'il joue ♠, il se retrouve en main du mauvais côté.
- S'il joue ♣, Est défausse son ♠. Cela permet certes à Sud de couper avec son 7♥ mais il ne fera plus son A♠ et il ne gagne rien au change.

## Autres formes de promotion d'atout
Il existe d'autres formes de promotion d'atout qui n'ont, à ma connaissance, pas de nom spécifique.

### Exemple de promotion d'atout par retrait d'impasse
| ♠ | A et 4 autres cartes   |
| ♥ | 2                      |
| ♦ | D V et 4 autres cartes |
| ♣ | 2                      |

| ♠ |
| ♥ |
| ♦ |
| ♣ |

| ♠ |
| ♥ |
| ♦ |
| ♣ |

| ♠ | 1 carte                |
| ♥ | A R V 10 9 8 7         |
| ♦ | A R et une autre carte |
| ♣ | 2 cartes               |

| ♠ | A et 4 autres cartes   |
| ♥ | 2                      |
| ♦ | D V et 4 autres cartes |
| ♣ | 2                      |

| ♠ |
| ♥ |
| ♦ |
| ♣ |

| ♠ |
| ♥ |
| ♦ |
| ♣ |

| ♠ | 1 carte                |
| ♥ | A R V 10 9 8 7         |
| ♦ | A R et une autre carte |
| ♣ | 2 cartes               |

| ♠ | A et 4 autres cartes   |
| ♥ | 2                      |
| ♦ | D V et 4 autres cartes |
| ♣ | 2                      |

| ♠ |
| ♥ |
| ♦ |
| ♣ |

| ♠ |
| ♥ |
| ♦ |
| ♣ |

| ♠ | 1 carte                |
| ♥ | A R V 10 9 8 7         |
| ♦ | A R et une autre carte |
| ♣ | 2 cartes               |

| ♠ | A et 4 autres cartes   |
| ♥ | 2                      |
| ♦ | D V et 4 autres cartes |
| ♣ | 2                      |

| ♠ |
| ♥ |
| ♦ |
| ♣ |

| ♠ |
| ♥ |
| ♦ |
| ♣ |

| ♠ | 1 carte                |
| ♥ | A R V 10 9 8 7         |
| ♦ | A R et une autre carte |
| ♣ | 2 cartes               |

Enchères :
| Nord  | Est   | Sud   | Ouest |
| ----- | ----- | ----- | ----- |
|       |       | 2♣    | 3♣    |
| Passe | 5♣    | 5♥    | Passe |
| 6♥    | Passe | Passe | Passe |
| Passe |       |       |       |
| 1. 2. |       |       |       |

Normalement, avec une telle répartition des ♥, Sud devrait tenter l'impasse et gagner si la D♥ est en sèche, seconde ou troisième en Est. Après avoir tiré les atouts adverses, Sud écartera un trèfle sur une des extra-gagnantes à ♦.
Cependant, si la défense continue ♣ après avoir gagné le premier pli de l'A♣, le déclarant devra couper du mort et ne pourra plus faire l'impasse. Si Est détient la D♥ troisième, il y a donc eu une sorte promotion d'atout.
|      | ♥               |        |
| ♥4 3 |                 | ♥Q 6 5 |
|      | ♥A R V 10 9 8 7 |        |

Note : même si le déclarant est certain à 100% que Est a bien la D♥ troisième, il est trop long à l'atout que pour pouvoir la prendre en impasse en fin de coup car il n'a pas les communications nécessaires que pour tenter un quadruple grand coup.
Un corollaire amusant est que dans cette donne, si la défense ne continue pas ♣, le déclarant doit maintenant se demander pourquoi on lui permet de tenter l'impasse. Qu'est-ce qui est le plus probable, que Ouest aie la D♥ sèche ou seconde ou que Est aie la D♥ troisième et que la défense n'aie pas vu le coup ? (Pour les autres dispositions, faire l'impasse ou tirer en tête est équivalent.) Comme les chances à priori de trouver une dame au plus seconde ne sont que légèrement inférieures à celles de la trouver placée et au plus troisième; Sud devrait logiquement renoncer à l'impasse à moins d'avoir une très mauvaise opinion des adversaires.

## Ressources sur le web
- (en) « Uppercut sur Bridgebum »
- (en) « Uppercut sur Beginner Bridge »
- « Uppercut sur USF bridge. »
- « Coup en passant sur Hérisson bridge club. »
- « Coup en passant sur Bridge en coulisses »
- (en) « Coup en passant sur Bridgeguys »
- (en) « Coup en passant sur Bridgebum »
- (en) « Coup en passant sur Bridgeace »